# Landfall
Landfall – miasto w Stanach Zjednoczonych, w stanie Minnesota, w hrabstwie Washington.